# Flusslandschaft Donauwiesen zwischen Zwiefaltendorf und Munderkingen
Das Naturschutzgebiet Flusslandschaft Donauwiesen zwischen Zwiefaltendorf und Munderkingen liegt entlang der Donau auf dem Gebiet des Alb-Donau-Kreises und des Landkreises Biberach in Baden-Württemberg.
Es erstreckt sich auf dem Gebiet der Gemeinden Emeringen, Lauterach, Obermarchtal, Rechtenstein und Untermarchtal und den Städten Munderkingen und Riedlingen zwischen Zwiefaltendorf im Westen und dem Kernort Munderkingen im Osten. Südlich verläuft die B 311.

## Bedeutung
Das 582,0 ha große Gebiet mit der Kenn-Nummer 4.313 ist seit dem 14. März 2006 als Naturschutzgebiet ausgewiesen. Schutzzweck ist die Erhaltung und Förderung des weitgehend natürlichen oder naturnahen Zustandes des Flusslaufes der Donau mit den Uferbereichen, der Talaue, den Talhängen und einem Trockental des Urdonauverlaufs.